# Compreng (Compreng)
Compreng is een bestuurslaag in het regentschap Subang van de provincie West-Java, Indonesië. Compreng telt 9734 inwoners (volkstelling 2010).